# Noëmi Waysfeld
Noëmi Waysfeld, née le 21 novembre 1984 à Paris, est une chanteuse et comédienne française. Sa musique est inspirée par différents grands courants musicaux comme la musique classique et la chanson française, mais aussi le chant traditionnel russe, le fado, le flamenco ou la musique klezmer.

## Biographie
Bercée dès le plus jeune âge par la musique classique, le jazz et les musiques traditionnelles, Noëmi Waysfeld découvre très tôt le chant grâce à une première initiation par sa sœur aînée, la chanteuse lyrique Chloé Waysfeld. Elle étudie ensuite le violoncelle au Conservatoire pendant huit ans. Mais c’est le théâtre qui lui ouvre ses premières portes. Elle suit l’enseignement de Maria Laborit avant de se perfectionner au Cours Blanche Salvant, puis au Cours Simon.
Comédienne, elle se produit d’abord dans les spectacles de la Compagnie Piccola (Mélie Mélodie, Lettres à…), et participe ainsi à la création de l’opéra-conte La petite fée aux allumettes dans une mise en scène de Christiane Cohendy.
En 2009, en parallèle de sa carrière de comédienne et de pédagogue à la Maison de la culture yiddish de Paris, elle monte son quatuor, Noëmi Waysfeld & Blik, avec Thierry Bretonnet (accordéon), Florent Labodinière (guitare, oud) et Antoine Rozenbaum (contrebasse). Avec Blik, elle interprète principalement des chansons d’exils, d’une voix grave et profonde, dans plusieurs langues, comme le yiddish, le russe, l’espagnol ou le français. En 2012, son premier album Kalyma met ainsi en miroir des chants de prisonniers russes en Sibérie et des chants traditionnels yiddish. Il est suivi par Alfama en 2015, une incursion en yiddish dans la langueur légendaire du fado et par Zimlya, en 2019, qui conclut ce triptyque.
Elle a également enregistré un disque de tango avec l’ensemble Contraste et l’Orchestre philharmonique de Liège, et collabore avec le Quatuor Psophos dans un programme autour des compositions du pianiste Jean-Marie Machado. Plus récemment, elle crée un trio pour voix et violoncelles, avec Louis Rodde et Juliette Salmona autour d’un répertoire de chansons françaises et judéo-espagnoles.
Avec le pianiste Guillaume de Chassy, Noëmi crée en novembre 2018 un spectacle autour du Winterreise de Schubert et de textes d’Elfriede Jelinek (auteur de La Pianiste) mis en scène par Christian Gangneron. Après une création à l’Espace Culturel André Malraux au Kremlin Bicêtre, le spectacle "Un Voyage d'hiver" est repris au Théâtre de l’Athénée en février 2020.
En 2020, elle monte Soul Of Yiddish avec une distribution remaniée, aux côtés de Sarah Nemtanu (violon), Kevin Seddiki (guitare) et le fidèle Antoine Rozenbaum (contrebasse). Ce spectacle reprend des standards yiddish et des compositions originales sur les poèmes de Rivka Kopé.
En 2023, après avoir signé chez Sony Classical, elle enregistre avec le quatuor Dutilleux et le pianiste David Kadouch "Le temps de rêver", un hommage aux grands poètes français (Baudelaire, Prévert, Verlaine) chanté en yiddish, français ou russe.
Son septième album sort en novembre 2024, chez Sony Classical. La chanteuse rend hommage ici à Barbara. Une création symphonique élaborée par la chanteuse Noëmi Waysfeld, le compositeur Fabien Cali et l’Orchestre national Avignon-Provence dirigé par Debora Waldman.

## Discographie

### Noëmi Waysfeld & Blik

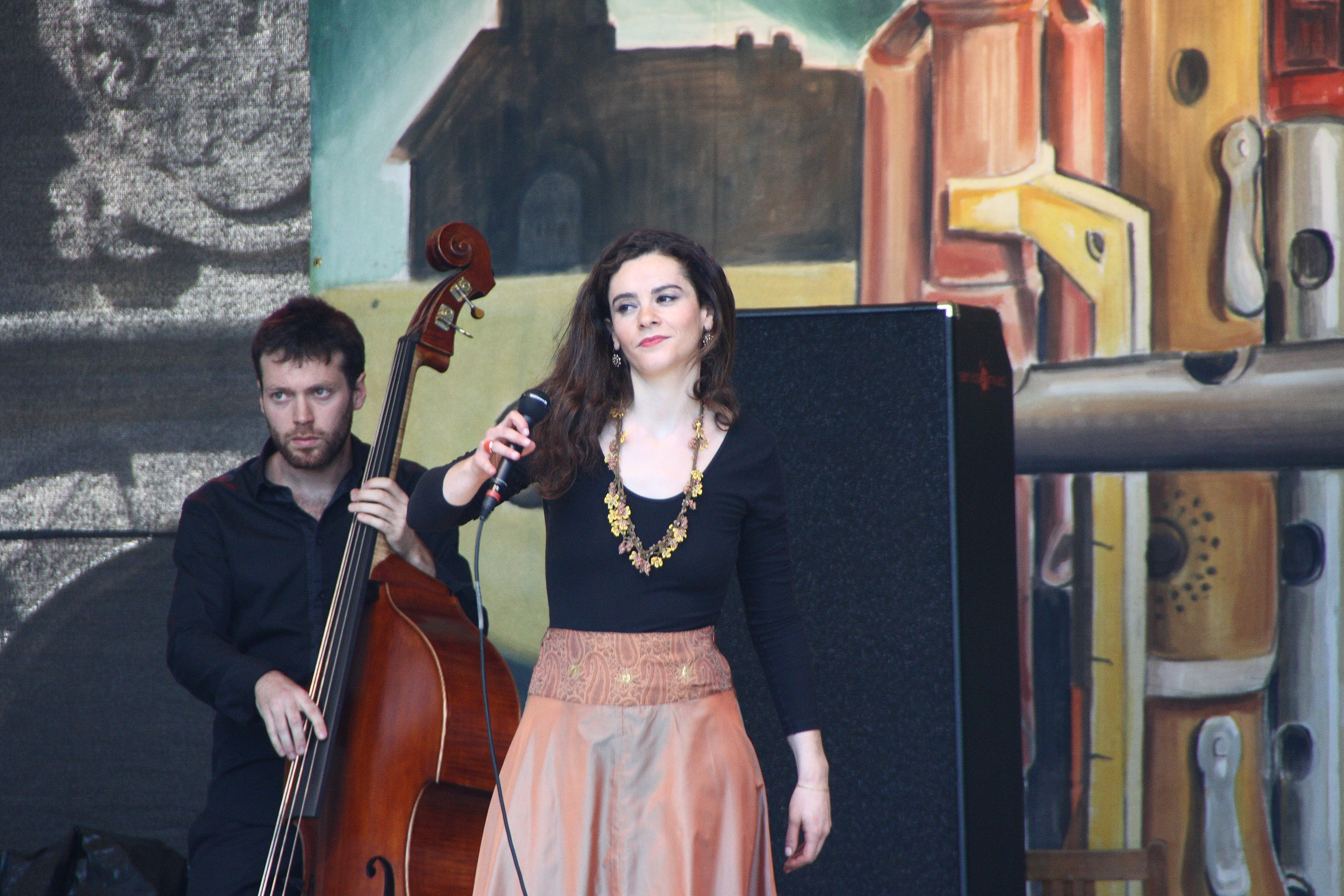
Noëmi Waysfeld & Blik à Rudolstadt en été 2013

- 2012 : Kalyma (guests : Sonia Wieder-Atherton et David Krakauer)[3]
- 2015 : Alfama (guests : Sarah Nemtanu, Guillaume de Chassy, David Enhco)[2]
- 2019 : Zimlya (guest: Thomas Savy)[6]

### Noëmi Waysfeld & l'Ensemble Contraste
- 2017 : Besame Mucho[15]

### Noëmi Waysfeld &Guillaume de Chassy
- 2020 : Un Voyage d’Hiver[16]

### Soul of Yiddish
- 2021 : Soul of Yiddish[17]

### Avec le quatuor Dutilleux
- 2023 : Le Temps de rêver [18]

### Noëmi Waysfeld
- 2024 : Noëmi Waysfeld chante Barbara [19]

## Créations et autres collaborations
- Méli-Mélodie, fantaisie lyrique[20]
- Lettres A…, mis en scène par Benoit Richter
- La petite fée aux allumettes, opéra-conte mis en scène par Christiane Cohendy[21]
- Pablo Si Pablo La, spectacle tout public écrit et mis en scène par Anne Jeanvoine avec l’ensemble Noëmi Waysfeld & Blik[22]
- R.A.G.E, avec la compagnie Les Anges Au Plafond[23]
- Un Voyage d’Hiver, avec le pianiste Guillaume de Chassy[24]
- La Serena, avec Juliette Salmona et Louis Rodde, de Vivaldi à Barbara[25]
- Cueillir Le Jour, avec le compositeur Fabien Cali [26] autour de l'univers de Pierre Ronsard